# Рота поліції «Східний корпус»
Рота поліції «Східний корпус» (РПСПОП «Східний корпус») — підрозділ патрульної служби поліції особливого призначення, створений 8 листопада 2014 року в структурі ГУ МВС України в Харківській області.

## Історія

### Створення
Роту було сформовано на основі громадського руху «Східний корпус», який було створено ще на початку збройної агресії Російської Федерації проти України у лютому-березні 2014 р. Рух «Східний корпус» започатковувався засновниками, Олегом Ширяєвим, Ігорем Мартиненком та Анатолієм Сидоренком, як об'єднання громадян, які ставили своєю метою протистояння сепаратизму у Харкові та допомогу військовим української армії.  Основну частину організації на той час склали члени організації «Патріот України» та фанати харківського футбольного клубу «Металіст».
У листопаді 2014 року на основі наказу голови МВС Арсена Авакова про створення Спецпідрозділів охорони громадського порядку в Україні було сформовано роту особливого призначення «Східний корпус». Основними завданнями роти є боротьба з тероризмом та охорона громадського порядку.

### Бойовий шлях
У січні 2015 року бійці роти відбули у зону бойових дій на сході України. 10 лютого підрозділ було задіяно в операції по звільненню селища Широкине на сході від Маріуполя, де він вступив в бій з бойовиками ДНР. Під час боїв за Широкине бійцями «Східного корпусу» було затримано ворожого корегувальника вогню.
Також у цьому протистоянні незначних поранень отримали декілька бійців підрозділу. Командував підрозділом під час Широкинської наступальної операції капітан МВС Олег Ширяєв.
Водночас, та частина працівників підрозділу, що залишалась на місці розташування у Харкові, виконує функції з охорони громадського порядку та захисту адміністративних будівель.
30 червня 2015 р. рота «Східний корпус» знов вирушила до зони проведення антитерористичної операції, де займала позиції на лінії зіткнення із ворогом поблизу селища Гранітне. Під час бойового чергування бійцям роти доводилося декілька разів відбивати атаки диверсійно-розвідувальних груп ворога. Також по позиціях «Східного корпусу» терористи періодично відкривали вогонь зі стрілецької зброї, автоматичних гранатометів та мінометів. Декілька разів бойовики завдавали ударів по позиціях спецпризначинців з артилерії калібром понад 120 мм.
В 2018 році роту переформатовано, в зв'язку з реформою поліції.[джерело?]

## Озброєння
Основними видами стрілецької зброї, що мають на озброєнні співробітники підрозділу, є автомати АКМ, АК-74, АКС-74У, снайперська гвинтівка Форт-301, штурмова гвинтівка Форт-221, пістолет-кулемет Форт-224, пістолети Форт-14, ПМ, АПС, кулемети РПК-74 та кулемет Калашникова. З важкого озброєння в роті є гранатомети  РПГ-7 та автоматичний гранатомет АГС-17. Також бійці роти мають в своєму розпорядженні крупнокаліберний кулемет ДШКМ. Для боротьби з живою силою противника бійці роти можуть використовувати ручні гранати.
Основним видом транспорту, на якому пересуваються службовці, є автомобілі марки Hyundai Galloper, пристосовані силами волонтерів до бойових дій.
16 вересня 2015 р. народний депутат України та перший командир полку спеціального призначення «Азов» передав «Східному корпусу» БТР-60, який раніше стояв на балансі «Азову». Ця машина брала участь в боях на східних окраїнах Маріуполя. 

## Склад і структура
Рота комплектується з добровольців.
27 квітня 2015 року до складу роти увійшло ще 30 нових бійців. Нарівні з чоловіками службу у роті несуть жінки.
Станом на початок вересня 2015 р. штатний розклад підрозділу був повністю сформований. Чисельність більше 100 чоловік.  
Бійці підрозділу постійно покращують навички з рукопашного бою та стрільби з різноманітних видів зброї.

### Громадське крило
Спільно із громадською організацією «Східний корпус» проводять тренінги по самообороні для цивільних.  

## Командування
- 2014—2015 — майор міліції Ширяєв Олег Вікторович, також очільник громадського крила «Східного корпусу».
- 2015  -   Сідоренко Анатолій Олександрович
- 2015—2017 — Мартиненко Ігор Володимирович
- 2017—2018 — майор міліції Сергій Тамарін

## Факти
- «Східний корпус» є одним з найбільш підготовлених спецпідрозділів з охорони громадського порядку в Україні. Міністр внутрішніх справ України Арсен Аваков у своєму інтерв'ю виданню ЛІГАБізнесІнформ назвав роту МВС «Східний корпус» «Своєю чорною сотнею у Харкові» та відзначав роль підрозділу у захисті Харкова від «вольностей сепаратистів»[15].
- «Східний корпус» має на балансі значну кількість військових автомобілів. 7 березня 2015 р. волонтерами були передані для потреб роти 12 автомобілів Hyundai Galloper, які стали візитною карткою підрозділу. Поряд із цими машинами в автопарку «Східного корпусу» є також  Mitsubishi L 200, Volkswagen Transporter та БТР-60[16].